# 1997 au Québec
Cet article traite des événements survenus en 1997 au Québec. 

## Événements

### Janvier
- 16 janvier : la commission Nicolet sur la catastrophe du Saguenay dépose son rapport. Celui-ci n'assigne aucun blâme, mais constate que les barrages étaient désuets et mal gérés[1].
- 22 janvier : Québec demande au gouvernement fédéral d'amender la Constitution afin de pouvoir créer des commissions scolaires linguistiques[2].
- 30 janvier : Lise Thibault est assermentée comme lieutenant-gouverneur du Québec[3].

### Février
- 4 février : Pauline Marois annonce que le nombre de commissions scolaires sera réduit de moitié[4].
- 16 février : le Fonds de solidarité FTQ annonce que ses actifs s'élèvent à 2 milliards de dollars et qu'il a 300 000 actionnaires[5].
- 19 février : les syndicats opposent une fin de non-recevoir au gouvernement qui propose une mise à la retraite des employés du secteur public de plus de 50 ans et ayant travaillé 30 ans[6].
- 27 février : les magasins Eaton se placent sous la protection de la Loi sur les faillites[7].

### Mars
- 11 mars : émoi à Saint-Nicolas à la suite de l'explosion d'une jeep devant le local des Hells Angels. Les résidents demandent le départ des motards[8].
- 15 mars : Gilles Duceppe est élu chef du Bloc québécois avec 52,8 % des voix. Ses opposants Yves Duhaime et Rodrigue Biron ont obtenu respectivement 33,9 % et 13,3 % des voix[9].
- 16 mars : manifestation devant le local des Hells Angels à Saint-Nicolas afin de demander leur départ de la municipalité[10].
- 21 mars : Québec signe une entente de principe avec les centrales syndicales[11].
- 22 mars : suicide collectif de 5 personnes reliées à l'OTS à Saint-Casimir-de-Portneuf[12].
- 25 mars : le deuxième budget Landry annonce une baisse d'impôt générale à partir du 1er janvier mais une hausse de la TVQ d'un point à 7,5 %. Un fonds d'investissement à l'emploi pour le secteur privé est créé. Le déficit sera de 2,2 milliards de dollars en 1997-1998[13].
- 30 mars : Jacques Villeneuve remporte le Grand Prix du Brésil en Formule 1[14].

### Avril
- 1er avril : Pierre Curzi devient président de l'Union des artistes[15].
- 11 avril : Québecor annonce l'achat de TQS[16].
- 13 avril : Jacques Villeneuve remporte le Grand Prix d'Argentine en Formule 1[17].
- 15 avril : l'Assemblée nationale adopte à l'unanimité la motion demandant à Ottawa un amendement constitutionnel pour créer des commissions scolaires linguistiques[3].
- 28 avril : le PLQ remporte l'élection partielle de Beauce-Sud, le PQ celle de Prévost[3].
- 30 avril : Mario Tremblay démissionne de son poste d'entraîneur des Canadiens de Montréal[18].

### Mai
- 12 mai : sortie du livre Pour un Québec souverain, un recueil de textes écrits par Jacques Parizeau[19].
- 13 mai : le débat des chefs en français a été interrompu en raison d'un incident inusité lorsque l'une des modératrices, l'animatrice Claire Lamarche du réseau TVA, s'est s'effondrée subitement durant les échanges. Le débat était aussi diffusé à la Télévision de Radio-Canada et RDI[20].
- 21 mai : l'Assemblée nationale adopte une résolution sur le droit du peuple québécois à décider lui-même de son avenir[21].
- 25 mai : 
  - Jacques Villeneuve remporte le Grand Prix d'Espagne en Formule 1[22].
  - Jean Chrétien affirme qu'il ne reconnaîtrait pas une victoire du Oui de 50 % + 1 lors d'un référendum sur la souveraineté[23].

### Juin
- 1er juin : à l'occasion de ses 50 ans, la Fédération des affaires sociales (FAS) devient la Fédération de la santé et des services sociaux du Québec[24].
- 2 juin : le PLC de Jean Chrétien remporte l'élection générale fédérale et formera un gouvernement majoritaire. Les résultats sont de 156 libéraux, 60 réformiste, 44 bloquistes, 21 néo-démocrates et 20 conservateurs. Au Québec, la répartition est de 44 bloquistes, 26 libéraux et 5 conservateurs. Le Bloc québécois a perdu 10 comtés et le statut d'opposition officielle[25].
- 10 juin : le village de Val-Paradis en Abitibi est évacué à cause de feux de forêt[26].
- 24 juin : une nouvelle émeute de la Saint-Jean à Québec occasionne une centaine d'arrestations[27].
- 26 juin : Pauline Marois annonce sa réforme des cours au primaire et au secondaire, mettant l'emphase sur le français, l'anglais, les mathématiques et l'histoire[28].

### Juillet
- 3 juillet : annonce qu'il y a eu 25 000 mises à la retraite anticipée dans la fonction publique québécoise[29].
- 13 juillet : Jacques Villeneuve remporte le Grand Prix de Grande-Bretagne en Formule 1[30].
- 14 juillet : l'avocat André Jolicœur est nommé pour défendre la sécession du Québec en Cour suprême[31].
- 23 juillet : l'inauguration d'un monument de Charles de Gaulle à Québec à l'occasion du trentième anniversaire de sa visite se fait dans la controverse[32].

### Août
- 8 août : la conférence annuelle des premiers ministres à Saint-Andrews débute dans la controverse lorsque l'on apprend que Frank McKenna a envoyé une lettre d'appui aux partitionnistes du Québec[33].
- 10 août :
  - Jacques Villeneuve remporte le Grand Prix de Hongrie en Formule 1[34].
  - Le réalisateur Jean-Claude Lauzon et la comédienne Marie-Soleil Tougas meurent dans un accident d'avion près de Kuujjuaq[35].
- 23 août : la Cour suprême déclare légal le transfert des vols internationaux de Mirabel à Dorval[36].
- 25 août : Lucien Bouchard annonce un remaniement ministériel. Serge Ménard obtient le ministère de la Justice, Paul Bégin l'Environnement, Roger Bertrand l'Industrie et le Commerce, Jean-Pierre Jolivet la Réforme électorale, David Cliche le Tourisme et Rita Dionne-Marsolais le Revenu[3].

### Septembre
- 1er septembre : entrée en vigueur du nouveau programme d'allocations familiales[37].
- 9 septembre : les gardiens de prison débrayent pour protester contre leurs conditions de travail. Deux d'entre eux ont en effet été assassinés depuis le début de l'été. Une entente a finalement lieu[38].
- 14 et 15 septembre : les 9 premiers ministres des provinces anglophones se rencontrent à Calgary et s'entendent pour reconnaître le caractère distinct du Québec mais l'égalité de toutes les provinces. C'est la déclaration de Calgary[39].
- 15 septembre : Les vols internationaux sont finalement transférés à Dorval[40].
- 21 septembre : Jacques Villeneuve remporte le Grand Prix d'Autriche en Formule 1[41].
- 28 septembre : Jacques Villeneuve remporte le Grand Prix du Luxembourg en Formule 1[42].
- 29 septembre : lors d'une rencontre avec Lucien Bouchard à Paris, Jacques Chirac confirme qu'il reconnaîtra un Québec indépendant à la suite de la victoire d'un Oui lors d'un référendum sur la souveraineté[43].

### Octobre
- 1er octobre : le salaire minimum au Québec passe à 6,80 $ de l'heure[44].
- 6 octobre : le PLQ remporte les élections partielles de Bertrand, Bourassa et Kamouraska-Témiscouata. Le PQ remporte celle de Duplessis[3].
- 13 octobre : un accident d'autobus dans la côte de Saint-Joseph-de-la-Rive fait 43 morts. Une enquête publique est annoncée concernant les conditions de cette côte[45].
- 26 octobre : 
  - Jacques Villeneuve remporte le championnat mondial de Formule 1[46].
  - Bruno Pelletier et Céline Dion sont les interprètes de l'année lors du Gala de l'ADISQ. Lise Dion est la révélation de l'année[47].

### Novembre
- 2 novembre : Jean-Paul L'Allier est réélu au poste de maire de Québec avec une majorité amoindrie[48].
- 11 novembre : une mission commerciale de Lucien Bouchard en Asie génère des contrats de 1,2 milliard de dollars[49].
- 21 novembre : 
  - entrée en vigueur de la loi sur l'équité salariale[50].
  - les Hells Angels sont finalement expulsés de leur local de Saint-Nicolas[51].

### Décembre
- 5 décembre : arrestation de Stéphane Gagné, futur délateur et témoin clé contre Maurice « Mom » Boucher[52].
- 9 décembre : Québec fait connaître son plan d'une nouvelle côte à Saint-Joseph-de-la-Rive[53].
- 19 décembre : la Constitution est amendée, rendant légale la création de commissions scolaires linguistiques[2].

## Naissances
- 30 janvier - Thomas Chabot (joueur de hockey)
- 5 février - Nicolas Roy (joueur de hockey)
- 6 février - Ludivine Reding (actrice)
- 9 février -Mathieu Joseph
- 26 mars - Antoine L'Écuyer (acteur)
- 28 avril -Jérémy Lauzon (joueur de hockey)
- 8 juin - Anthony Beauvillier (joueur de hockey)
- 18 juillet - Nicolas Meloche (joueur de hockey)
- 21 juillet - Guillaume Brisebois (joueur de hockey)
- 23 juin - Antoine Olivier Pilon (acteur)
- 29 août - Cédrika Provencher (fille disparue en 2007)
- 15 octobre - Julien Gauthier (joueur de hockey)

## Décès
- Paul Bouchard (journaliste) (º 1908)
- Janvier - Gerry Roufs (navigateur) (º 2 novembre 1953)
- 8 janvier - Normand Hudon (caricaturiste) (º 5 janvier 1929)
- 14 janvier - Dollard Ménard (militaire et souverainiste) (º 7 mars 1913)
- 9 février - Georges Groulx (comédien) (º 26 juin 1922)
- 8 avril - Albert Malouf (juge) (º 19 décembre 1916)
- 14 avril - Gus Dugas (en) (joueur de baseball) (º 24 mars 1907) (mort aux États-Unis)
- 21 avril - Alfred Bailey (anthropologue, ethnologue, historien et poète) (º 18 mars 1905)
- 23 avril - Denis Perron (homme politique) (º 22 novembre 1938)
- 1er mai - Fernand Dumont (sociologue) (º 24 juin 1927)
- 8 mai - Ambroise Lafortune (personnalité religieuse) (º 5 décembre 1917)
- 22 juin - Gérard Pelletier (homme politique et journaliste) (º 21 juin 1919)
- 31 juillet - Johnny Farago (Jean-Yves Béland) (chanteur) (º 15 juin 1944)
- 10 août
  - Jean-Claude Lauzon (réalisateur) (º 29 septembre 1953)
  - Marie-Soleil Tougas (actrice) (º 3 mai 1970)
- 16 août - Marcel Giguère (acteur) (º 25 août 1917)
- 20 août - Léon Dion (politologue) (º 9 octobre 1922)
- 11 septembre - Camille Henry (joueur de hockey) (º 31 janvier 1933)
- 17 septembre - Roger Baulu (animateur) (º 28 février 1910)
- 19 septembre - Louis Bisson (aviateur) (º 22 mars 1909)
- 25 septembre - Hélène Baillargeon (chanteuse) (º 28 août 1916)
- 30 septembre
  - Pierre Granche (sculpteur) (º 14 mars 1948)
  - Louis Chassé (journaliste sportif) (º 24 janvier 1925)
- 1er novembre - Gérard Légaré (homme politique) (º 11 juillet 1908)
- 27 novembre - Yves Prévost (homme politique et avocat) (º 11 juillet 1908)
- 1er décembre - Michel Bélanger (économiste et banquier) (10 septembre 1929)
- 25 décembre - Pierre Péladeau (homme d'affaires) (º 11 avril 1925)

## Sources et références
1. ↑  Roger Nicolet, Louise Roy, Raymond Arès, Jules Dufour et Guy Mercier. Rapport de la Commission scientifique et technique sur la gestion des barrages (Rapport Nicolet). Gouvernement du Québec. Québec, janvier 1997, 350 p.  (ISBN 978-2-550-31087-7).
2. 1 2  Les structures scolaires confessionnelles: un amendement constitutionnel bilatéral
3. 1 2 3 4 5  « Chronologie parlementaire 1997 » (consulté le 4 juin 2009).
4. ↑  Brigitte Breton. La réforme Marois. De 156 à 70 commissions scolaires. Une économie de 100 millions $. Le Soleil. 5 février 1997. p. A-1
5. ↑  Éric Clément, « Le Fonds de solidarité atteint deux milliards », La Presse (Montréal),‎ 17 février 1997, A-10.
6. ↑  Québec songe déjà à modifier l'offre. Le Soleil. 20 février 1997. p. A-14
7. ↑  Lisa Binsse. Eaton en difficulté. Des magasins seront fermés. La Presse. 28 février 1997. p. A-1
8. ↑  Claude Vaillancourt, « Manif devant le local des Hell's, dimanche, à St-Nicolas », Le Soleil,‎ 11 mars 1997, A-1, A-2.
9. ↑  Bilan du Siècle
10. ↑  Michel Dufour, « Saint-Nicolas: Les citoyens se mobilisent », Le Journal de Québec,‎ 16 mars 1997, p. 5.
11. ↑  Donald Charette. Plus jamais! Bouchard qualifie de dangereux ce genre de négociations. Le Soleil. 22 mars 1997. p. A-1
12. ↑  Bilan du Siècle
13. ↑  Michel Venne. Landry donne d'une main et prend de l'autre. Le Devoir. 26 mars 1997. p. A-1
14. ↑  Marc Delbes. L'homme à battre. Villeneuve a remis les pendules à l'heure avec sa victoire dans le Grand Prix du Brésil. Le Soleil. 1er avril 1997. p. D-10
15. ↑  Mario Gilbert. Pierre Curzi à la tête de l'UDA. Il remplace ainsi Serge Turgeon qui a occupé ce poste pendant 12 ans. Le Nouvelliste. 2 avril 1997. p. 15
16. ↑  Pierre-Paul Noreau. TQS passe aux mains de Péladeau et de Cancom. Le Soleil. 12 avril 1997. p. A-1
17. ↑  Villeneuve par 0, 979 seconde. Le Soleil. 14 avril 1997. p. A-1
18. ↑  Guy Robillard. Le Bleuet flétri. Mario Tremblay écorche les médias en rendant les armes. Le Soleil. 1er mai 1997. p. D-1
19. ↑  Bilan du Siècle
20. ↑  Claire Lamarche, la passion du présent
21. ↑  Bilan du Siècle
22. ↑  Réjean Tremblay. Villeneuve domine le grand Prix d'Espagne. La Presse. 26 mai 1997. p. A-1
23. ↑  Joël-Denis Bellavance, « Chrétien tient à la société distincte. Il ne reconnaîtra pas un vote serré de 50 % plus un », Le Soleil,‎ 25 mai 1997, A-7.
24. ↑  La FAS de la CSN change de nom. La Presse. 2 juin 1997. p. A-8
25. ↑  Voir l'article Élection fédérale canadienne de 1997
26. ↑  Ernie Wells, « Un village et une réserve évacués », Le Soleil,‎ 11 juin 1997, A-8.
27. ↑  Isabelle Mathieu et Claude Vaillancourt. La fête profanée. Le Soleil. 25 juin 1997. p. A-1
28. ↑  Brigitte Breton. Réforme de l'éducation. Retour aux matières de base. Le Soleil. 27 juin 1997. p. A-1
29. ↑  Gilbert Leduc. Plus de 25 000 départs dans le public et le parapublic. L'employeur n'en demandait pas tant. Le Soleil. 4 juillet 1997. p. A-1
30. ↑  Philippe Cantin. 33 secondes, c'est énorme. Villeneuve remporte son huitième Grand Prix. La Presse. 14 juillet 1997. p. A-1
31. ↑  Cour Suprême du Canada, 14 juillet 1997
32. ↑  Jean-Marc Salvet, « Huées et Ô Canada pour de Gaulle », Le Soleil,‎ 1997, A-1, A-2.
33. ↑  Bilan du siècle
34. ↑  Réjean Tremblay. Villeneuve finit premier... sur le gazon. La Presse. 11 août 1997. p. A-1
35. ↑  Bilan du Siècle
36. ↑  Transfert des vols internationaux à Dorval. La Cour suprême refuse d'entendre les partisans de Mirabel. Le Soleil. 23 août 1997. p. A-20
37. ↑  Loi sur les prestations familiales (1997)
38. ↑  Claudette Samson. Crise dans les prisons. Débrayage général des gardiens et tencontre d'urgence avec le ministre, hier soir. Le Soleil. 10 septembre 1997. p. A-1
39. ↑  Bilan du Siècle
40. ↑  Le 15 septembre 1997, la fin des vols internationaux à l'aéroport de Mirabel
41. ↑  Philippe Cantin. À un point de la tête! Un week-end idéal pour Villeneuve. La Presse. 22 septembre 1997. p. A-1
42. ↑  Philippe Cantin. Villeneuve en bonne position pour le championnat. La Presse. 29 septembre 1997. p. A-1
43. ↑  Norman Delisle, « Coups de pouce de la France. Jacques Chirac et le Conseil du patronat suivront le Québec », Le Soleil,‎ 30 septembre 1997, A-7.
44. ↑  Salaires minimum au Canada de 1985 à 1999 sur le site gouvernemental
45. ↑  Claudette Samson, Hugo Dumas et Denis Gauthier, « Un autobus plonge dans un ravin à Saint-Joseph-de-la-Rive. 43 morts », Le Soleil,‎ 14 octobre 1997, A-1-A-2.
46. ↑  Bilan du Siècle
47. ↑  Voir l'article Liste des lauréats des prix Félix en 1997
48. ↑  Mathieu Perreault. Vaillancourt réélu haut la main. Québec fait encore confiance à L'Allier. La Presse. 3 novembre 1997. p. A-1
49. ↑  Marie Tison. Le gouvernement du Québec veut accroître sa présence en Chine. Le Devoir. 12 novembre 1997. p. A-6
50. ↑  Bilan du Siècle
51. ↑  Claude Vaillancourt. Du jamais vu pour les Hell's. Carcajou nettoie le repaire de St-Nicolas. Le Soleil. 22 novembre 1997. p. A-1
52. ↑  Stéphane Bordeleau, « Le délateur Stéphane « Godasse » Gagné est désormais libre » , sur Radio-Canada, 14 février 2024 (consulté le 12 août 2025)
53. ↑  Denis Gauthier. La Grande côte sera redessinée d'ici 1999. Les travaux coûteront au-delà de 6 millions $. Le Soleil. 10 décembre 1997. p. A-3

### Articles généraux
- Chronologie de l'histoire du Québec (1982 à aujourd'hui)
- L'année 1997 dans le monde
- 1997 au Canada

### Articles sur l'année 1997 au Québec
- Élection fédérale canadienne de 1997
- Déclaration de Calgary
- Liste des lauréats des prix Félix en 1997